# فرورد
فروورت (به هلندی: Ferwerd) یک منطقهٔ مسکونی در هلند است که در فروردرادیل واقع شده‌است. فروورت ۱٬۷۸۷ نفر جمعیت دارد.